# 塩田蔵人
塩田 蔵人（しおた くらと、1997年8月7日 - ）は、日本のラグビー選手。

## プロフィール
- 宮城県出身[1]。
- ポジションはプロップ (PR)。
- 身長: 185 cm、体重: 120 kg
- ニックネームはくらっち。

## 略歴
2016年、気仙沼向洋高校卒業後、大東文化大学に入る。
2020年大東文化大学卒業後、コカ・コーラレッドスパークスに加入。
2021年3月20日に行われたジャパンラグビートップチャレンジリーグ2021順位決定戦第1節近鉄ライナーズ戦に途中出場で公式戦初出場を果たす。同年8月、東芝ブレイブルーパス東京に加入。
2022年、東芝ブレイブルーパス東京を退団した。